# Robert C. Schnitzer
Robert C. Schnitzer (New York, 8 september 1906 – Stamford (Connecticut), 2 januari 2008) was een Amerikaans acteur en producent.
Als jong acteur speelde of regisseerde Schintzer verschillende stukken in Broadway, waaronder The Brothers Karamazov, Hamlet, An Enemy of the People, Richelieu, Henry V, Richard III, Caponsacchi, Macbeth, en Cyrano de Bergerac. Tussen 1936 en 1939 was hij directeur van Delaware State University en plaatsvervangend directeur bij WPA's Federal Theatre Projects.
Na de Tweede Wereldoorlog ging Schnitzer naar de American National Theater en de Academy ANTA als manager voor experimenteel toneel in New York. Onder zijn leiding werd voor het eerst een Amerikaanse productie van Hamlet in Denemarken uitgevoerd. Ook vond onder zijn leiding de eerste Europese tour van het American Ballet Theatre plaats.
Met ondersteuning van de ANTA en de Amerikaanse regering was hij vanaf 1954 algemeen manager, verantwoordelijk voor de culturele uitwisseling tussen de Verenigde Staten en Europa. Onder leiding van Schnitzer werden honderden uitvoeringen in Europa georganiseerd, van schoolkoren tot prominenten als Marian Anderson, het Dave Brubeck Quartet, en het New York Philharmonisch Orkest onder leiding van Leonard Bernstein.
Vanaf 1960 was hij manager van de American Repertory Company, die in opdracht van de Amerikaanse regering moest zorgen voor de expert van de beste Amerikaanse theaterstukken. Hij arrangeerde en exporteerde drie grote Amerikaanse toneelstukken, The Skin of Our Teeth, The Miracle Worker en The Glass Menagerie. Deze stukken waren in 28 Europese landen en in enkele Zuid-Amerikaanse landen te zien.
In de jaren 70 was hij leider van het theaterprogramma aan de universiteit van Michigan.
Schnitzer was getrouwd met de actrice Marcella Cisney. Hij overleed op 101-jarige leedtijd in een verpleegtehuis in Stamford.